# David Sigatjov
David Sigatjov (ryska: Давид Сигачёв), född 6 januari 1989 i Moskva, är en rysk racerförare.

## Racingkarriär
Sigatjov hoppade in för Deteam KK Motorsport i World Touring Car Championship på Circuit de la Comunitat Valenciana Ricardo Tormo 2011. Hans bästa placering blev en trettondeplats i det andra racet.
| År                                               | Klass/Mästerskap                                 | Team                         | Bil                       | Totalt/poäng | Bästa placering                 |
| ------------------------------------------------ | ------------------------------------------------ | ---------------------------- | ------------------------- | ------------ | ------------------------------- |
| 2007                                             | Formula Renault 2.0 Northern European Cup        | SL Formula Racing            | Tatuus FR2000 (Renault)   | 21:a/67p     | Två tiondeplatser               |
| 2007                                             | Formula Renault 2.0 Eurocup                      | SL Formula Racing            | Tatuus FR2000 (Renault)   | -/0p         | 21:a på Nürburgring (Race 1)    |
| 2009                                             | Porsche Carrera Cup Germany                      | tolimit Seyffarth Motorsport | Porsche 911 GT3 Cup 997   | 13:e/38p     | 6:a på Zandvoort                |
| 2009                                             | Porsche Supercup                                 | tolimit Seyffarth Motorsport | Porsche 911 GT3 Cup 997   | -/0p         | Två tolfteplatser               |
| 2010                                             | Porsche Carrera Cup Germany                      | Seyffarth Motorsport         | Porsche 911 GT3 Cup 997   | 14:e/42p     | Två åttondeplatser              |
| 2010                                             | ADAC GT Masters                                  | Seyffarth Motorsport         | Porsche 911 GT3 Cup       | -/0p         | 12:a på Hockenheimring (Race 2) |
| 2011                                             | ADAC GT Masters                                  | MS Racing                    | Mercedes-Benz SLS AMG GT3 | 27:a/25p     | Tre sjätteplatser               |
| 2011                                             | World Touring Car Championship                   | Deteam KK Motorsport         | BMW 320 TC                | -/0p         | 13:e på Ricardo Tormo (Race 2)  |
| 2011                                             | World Touring Car Championship - Yokohama Trophy | Deteam KK Motorsport         | BMW 320 TC                | 17:e/2p      | 7:a på Ricardo Tormo (Race 2)   |
| Senast uppdaterad: 2011-11-22 (4801 dagar sedan) |                                                  |                              |                           |              |                                 |